# Conférence des Nations unies sur l'océan
Pour les articles homonymes, voir Conférence des Nations unies sur l'océan (homonymie).
La Conférence des Nations unies sur l'océan est un format de conférence internationale réunissant gouvernements internationaux, Nations Unies, organisations intergouvernementales, institutions et communauté scientifique, ainsi tous les autres acteurs sur la mise en œuvre de l'objectif de développement durable numéro 14 des Nations unies destiné à la préservation de la vie aquatique.

## Origine
La Convention sur la diversité biologique de 2004, à Kuala-Lumpur, a insisté sur le besoin de protéger toute la biodiversité, y compris ordinaire, avec donc le besoin d'instruments combinant la gestion des réseaux d’aires protégées, dont celles des océans, des réseaux écologiques et des zones qui ne font pas partie de ces réseaux.
En 2010, dans le cadre du Plan stratégique pour la biodiversité 2011-2020 de la Convention sur la diversité biologique et de l'Objectif de développement durable n° 14, la communauté internationale a convenu de protéger 10 % des océans d'ici 2020. Cette convention a fixé trois buts principaux :
1. La conservation de la biodiversité ;
2. L’utilisation durable de ses éléments ;
3. Le partage juste et équitable des avantages découlant de l'exploitation des ressources génétiques.

## Éditions
| Édition | Date                             | Lieu                 | Organisateurs      |
| ------- | -------------------------------- | -------------------- | ------------------ |
| 1re     | 5 au 9 juin 2017                 | New York, États-Unis | Suède Fidji        |
| 2e      | 27 juin au 1er juillet 2022      | Lisbonne, Portugal   | Portugal Kenya     |
| 3e      | 9 au 13 juin 2025                | Nice, France         | France Costa Rica  |
| 4e      | 2028, date précise non confirmée | Inconnu              | Chili Corée du Sud |

### Première Conférence
Les Nations unies ont tenu une première conférence à New York, du 5 au 9 juin 2017. L'objectif  visait à mobiliser des actions pour la conservation et l'utilisation durable des océans, des mers et des ressources marines. Une action mondiale décisive et coordonnée peut résoudre les problèmes créés par l'humanité affirmait le Secrétaire général de l'ONU António Guterres, tandis que Peter Thomson, président de l'Assemblée générale des Nations Unies, soulignait l'importance de la conférence, avec ces mots : « Si nous voulons un avenir sûr pour notre espèce sur cette planète, nous devons agir maintenant sur la santé de l'océan et sur le changement climatique,.»

### Deuxième Conférence
En 2022, la deuxième Conférence des Nations unies sur l'océan, organisée conjointement par les Gouvernements kenyan et portugais, s'est tenue à un moment critique où le monde renforce ses efforts pour se mobiliser, créer des solutions et les mettre en œuvre pour réaliser les 17 objectifs de développement durable à l’horizon 2030. Cette conférence constitue l’un des premiers jalons de la « Décennie d’action pour atteindre les objectifs du développement durable ». Le slogan « sauver l'océan, protéger notre avenir » est lancé par le Secrétaire général des Nations Unies, António Guterres pour permettre de mettre en place des solutions innovantes fondées sur les avancées scientifiques. Plus que jamais, le besoin se fait cruellement sentir d’ouvrir un nouveau chapitre de l’action mondiale en faveur de l'océan.

### Troisième Conférence
Une troisième conférence organisée conjointement par la France et le Costa Rica s'est tenue à Nice du 8 au 13 juin 2025. L’UNOC3 vise à renforcer la mise en œuvre l’objectif de développement durable 14 (ODD 14) sur l’environnement marin, avec trois priorités, afin d’aboutir à un projet d’accord ambitieux.

## Objectifs
Pour 2025, le thème principal de UNOC 3 porte sur la nécessité d'« accélérer l’action et mobiliser tous les acteurs pour conserver et utiliser durablement l’océan ». La conférence a pour objectif de soutenir une action urgente et plus poussée pour conserver et utiliser durablement l’océan, les mers et les ressources marines pour le développement durable et à identifier d’autres moyens de soutenir la mise en œuvre de l’Objectif de Développement Durable n° 14. Cette action s’appuie sur les instruments existants pour former de fructueux partenariats en vue d’une résolution rapide et d’une mise en œuvre efficace des processus en cours qui contribuent déjà à la conservation et à l’utilisation durable des océans.

## Historique
La pêche en rivières et lac comme la pêche en mer et dans les océans est une activité humaine très ancienne dont la pratique est attestée depuis environ 40 000 ans.
À l’époque romaine, la pêche en rivières, en lac et en mer est libre et permise à tous. Le poisson est considéré comme « res nullius » ainsi que l’eau en général. Après la chute de l’Empire romain et l’établissement de la féodalité, le droit de pêche appartient au souverain dans toutes les rivières traversant le royaume et sur les côtes. Il peut l’octroyer à ses vassaux et aux institutions monastiques. Les seigneurs de haut rang s’emparent de l’exercice du droit de chasse et de pêche sur leurs territoires. De la fin du Moyen Âge jusqu’à la Renaissance, la totalité des côtes maritimes et des rivières navigables ou flottables relèvent du domaine royal. Les eaux "non praticables" relèvent des droits seigneuriaux.

### XIXesiècle
Depuis le XIXe siècle, l'industrialisation croissante de la pêche fait prendre conscience aux pays développés européens de l'impact écologique de la pêche. L'accroissement du tonnage des navires et de leur nombre ainsi que le perfectionnement des engins de pêche engendrent des risques de surexploitation. Cela entraîne la constitution d'organes scientifiques tels que le Conseil international pour l'exploration de la mer en 1902, et l'Institut français de recherche pour l'exploitation de la mer (ancêtre de l'Ifremer) en 1918 en France. Dans les années 1930, ces organismes scientifiques contribuent à la mise en place d'initiatives nationales et à la signature d'accords bilatéraux ou multilatéraux en vue d'instaurer une pêche durable.

### XXesiècle
Dès le traité de Rome en 1957, la pêche fait l’objet de premières préoccupations, mais ce n’est qu’en 1970 que l'Europe ne se penche dessus la règlementation des quotas de pêche et établit une politique commune de la pêche (PCP). A l'époque, de nombreux Etats sur d'autres continents s'octroient des zones économiques exclusives (ZEE) allant jusqu'à 200 milles des côtes, poussant les Européens à réagir. S’appuiant sur les articles 32 à 39 du traité de Rome, l’intervention de l’Union dans le secteur de la pêche définit les modalités d’organisation de la politique de pêche. Il a toutefois fallu vingt-six ans (1983) pour voir la politique commune de la pêche devenir une politique européenne commune à part entière.
Créée en 1961 par Max Nicholson, le Fonds mondial pour la nature (World Wildlife Fund) est l'une des toutes premières organisations indépendantes de protection de l'environnement dans le monde. Créé en 1973, le WWF France se concentre alors sur la protection du balbuzard de Corse et du flamant rose en Camargue.
Parmi les associations qui ont été les plus visibles, la Sea Shepherd Conservation Society (SSCS) est une organisation non gouvernementale internationale maritime à but non lucratif, vouée à la protection des écosystèmes marins et de la biodiversité. Fondée en 1977 par Paul Watson, militant écologiste canadien, elle est basée à Friday Harbor, dans l'État de Washington, aux États-Unis. Particulièrement engagée dans la lutte contre la pêche illégale, elle a été active dans la préparation des conférences sur la biodiversité puis celles sur l'océan.
La Convention de Carthagène, ou Convention pour la protection et la mise en valeur du milieu marin dans la région des Caraïbes, est signée à Carthagène (Colombie) le 24 mars 1983. Elle entre en vigueur en 1986. Le protocole relatif aux aires spécialement protégées et à la faune et la flore (SPAW) est adopté en 1990 et entre en vigueur en 2000. Celui relatif à la pollution par des sources et des activités terrestres est adopté en 1999.
L'ONG Surfrider Foundation , créée en 1984, se donne pour objectif de protéger et de sauvegarder les océans, et toute la population qui en profite. Son combat majeur est la lutte contre la pollution des océans, notamment par les déchets plastiques représente son combat majeur.
La fondation Tara Océan, première fondation reconnue d'utilité publique consacrée à l'Océan en France, le laboratoire scientifique, la goelette Tara, navigue dans le monde entier pour étudier l'Océan. Jean-Louis Etienne, médecin-explorateur, imagine en 1989 un voilier d'exploration polaire, le bateau s'appelle alors « Antarctica ».
Le GECC, Groupe d'Étude des Cétacés du Cotentin et des mammifères marins de la mer de la Manche, créée en 1997, par Gérard Mauger.

### XXIesiècle
Crée en 2005 par Claire Nouvian, l'association Bloom est entièrement dévouée à l'Océan. Elle affiche pour mission de créer un pacte durable entre l'Homme et la Mer. Son objectif est de protéger l'océan et les espèces vivantes qu'il abrite, tout en favorisant les emplois durables dans la pêche et l'aquaculture.
Concernant la france et les territoires marins, en juillet 2009, se tient le Grenelle de la mer, une démarche publique de réflexion et de négociation entre l'État français, les élus, les acteurs économiques et professionnels concernés par la mer et la société civile organisée par le ministère français chargé du développement durable et de la mer, sur le modèle du « Grenelle de l'environnement » de 2007.
En 2009, durant sa traversée de l'Atlantique à la rame et en solitaire, le navigateur Patrick Deixonne fut bouleversé par la découverte de la pollution par les déchets plastiques. Il crée l'association Expédition 7e Continent en 2010.
Créée en 2016 par Yvan Bourgnon, l'association The Seacleaners se donne quatre missions principales : nettoyer les océans et milieux aquatiques, comprendre la pollution plastique pour ensuite diffuser les connaissances scientifiques, sensibiliser et mobiliser le public pour éveiller les consciences et enfin assurer une gestion optimale des déchets océaniques.
Créée en 2017 par Simon Bernard et Alexandre Dechelotte, officiers de la marine marchande, et Bob Vrignaud, ingénieur de formation ICAM, Plastic Odyssey, est un collectif d'entreprises, d'associations, de chercheurs, d'écoles... qui veulent agir pour réduire la pollution plastique sur Terre, en prenant en compte l'humain, facteur central de toute transition.